# Schlacht am Irpen
Die Schlacht am Irpen war eine folgenreiche Schlacht im Jahr 1321. Die litauische Streitmacht des Fürsten Gediminas besiegte eine vereinigte Streitmacht der südrussischen Fürstentümer in der Nähe von Kiew. Anschließend wurden Kiew und viele weitere Städte von den Litauern nahezu kampflos erobert.

## Vorgeschichte

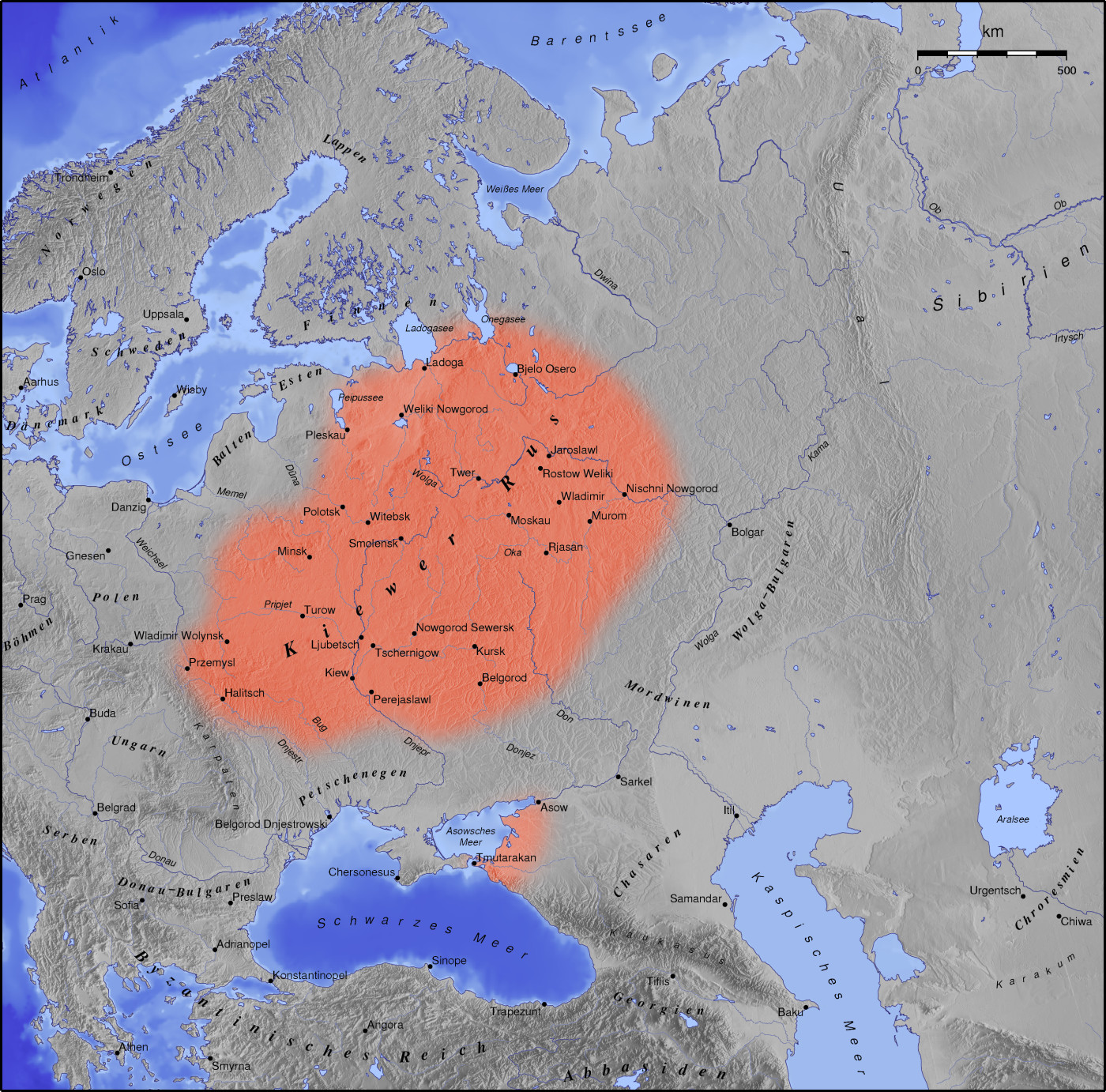
Kiewer Rus im 11. Jahrhundert

Gegen Gediminas stellte sich eine Koalition des Großfürstentums Kiew, des Fürstentums Brjansk und des Fürstentums Perejaslaw, angeführt von Stanislaw von Kiew, Roman von Brjansk und Oleg von Perejaslaw. An ihrer Seite kämpfte auch der bereits aus dem von den Litauern eroberten Fürstentum Galizien-Wolhynien geflohene Lew von Luzk. Insgesamt war die südrussische Streitmacht jedoch infolge des auf die mongolische Invasion zurückgehenden Verfalls und Entvölkerung ihrer Gebiete sehr schwach.

## Verlauf
Gediminas startete seinen Feldzug in Brest. Er eroberte Owrutsch und Schytomyr und zog weiter „plündernd und brandschatzend“ Richtung Kiew. Am Fluss Irpin (russisch Ирпень Irpen) rund 30 km vor Kiew traf er auf die russische Streitmacht. Es begann eine Schlacht, in deren Verlauf die russische Druschina die Flucht ergriff und schwere Verluste erlitt.
Nach der Schlacht musste sich Kiew Gediminas ergeben und seinen Vasallenstatus gegenüber Gediminas anerkennen. Stanislaw floh ins Fürstentum Rjasan. Andere Städte wie Perejaslaw, Putywl, Wyschhorod, Kaniw und Belgorod konnten die Verteidigung ebenso wenig aufrechterhalten und ergaben sich ebenfalls.

## Folgen

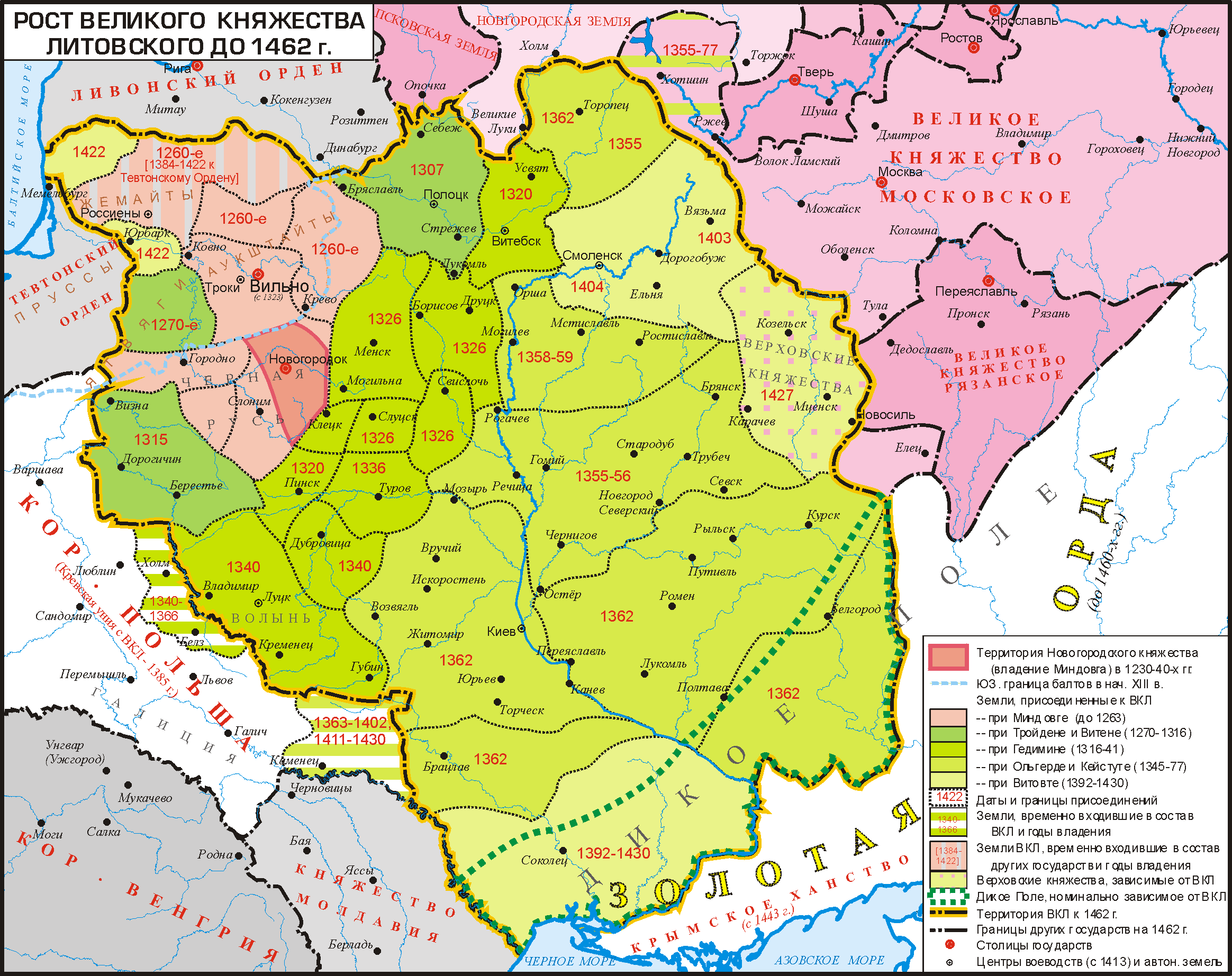
Wachstum des Großfürstentums Litauen bis 1462

Der Ausgang der Schlacht am Irpen bedeutete einen riesigen Gebietsgewinn für das Großfürstentum Litauen auf Kosten slawischer Fürstentümer und war entscheidend für die lange Herrschaft Litauens bzw. durch die spätere Union von Lublin, Polens über die südliche Rus. Eine Zeit lang zahlten die Gebiete der südlichen Rus trotz Vasallität gegenüber Litauen weiterhin Tribut an die Goldene Horde. Nach der Schlacht am Blauen Wasser 1362, in der Litauen die Goldene Horde besiegte, wurden sie endgültig ins Großfürstentum inkorporiert. Erst nach und nach wurden sie von Moskau erobert, das sich als Zentrum des freien Teils der Rus verstand. Nach der Schlacht an der Wedrosch um 1500 verlor Litauen erst Sewerien, später im Russisch-Polnischen Krieg 1654–1667 kam die linksufrige Ukraine mit Kiew an Russland. Wolhynien kam mit den Polnischen Teilungen zu Russland.